# Чиркин, Александр Васильевич
Александр Васильевич Чиркин (23 июля 1930 — 1989) — советский скульптор, член Союза художников СССР.

## Биография
Александр Васильевич Чиркин родился 23 июля 1930 года в городе Касли. В 14 лет стал работником Каслинского чугунолитейного завода. Работал учеником формовщика.
Проходил обучение в городской студии, его учителем был главный скульптор чугунно-литейного завода в городе Касли Пётр Аникин, а также мастер-чеканщик Глухов. В 1949 году стал заниматься у скульптора-монументалиста Михаила Павловича Крамского.
В 1952 году он стал выпускником Уральского училища прикладного искусства в Нижнем Тагиле. В 1953 году выпустился из подготовительной школы при Ленинградском институте живописи, скульптуры и архитектуры имени Ильи Репина, его учителем скульптуры там была В. Н. Китайгородская. В 1965 году Александр Чиркин был принят в Союз художников СССР. Был работником Челябинского отделения Художественного фонда СССР. С 1970 по 1989 год работал ведущим скульптором Каслинского металлургического завода. В период с 1973 по 1989 год проживал в городе Касли по адресу: улица Памяти 1905 года, д. 86. Сейчас этот дом — структурное подразделение Каслинского историко-художественного музея, носит название Дома-музея скульптора А. В. Чиркина.
Александр Васильевич Чиркин умер в 1989 году.

## Профессиональная деятельность
Александр Чиркин создавал работы в технике станковой скульптуры, также скульптуры малых форм. Его работы тиражировались в каслинском чугунном литье:
- Бюст «П. П. Бажова» (1953 год)
- Статуэтка «Охотник» (1957 год)
- Подчасник «Хозяйка Медной горы» (1957 год)
- Бюсты «А. М. Горький», «Н. А. Некрасов», «Д. Н. Мамин-Сибиряк» (1972 год)
- Статуэтка «Охотник с собакой» (1973 год)
- Бюст «Т. Г. Шевченко» (1973 год)
- Статуэтка «Хозяйка Медной горы» (1974 год)
- Статуэтки «Возвращение» (1975 год), «За Родину!» (1975 год)
- «Юный хоккеист» статуэтка (1976 год)
- Кот в сапогах статуэтка (1977 год)
- Скульптурная группа «Наездница Е. Петушкова» (1974 год)
- Скульптурная группа «Дон-Кихот и Санчо Панса» (1978 год)
- Бюст «М. Ю. Лермонтов» (1983 год)[2]